# Новий Дорогинь
Но́вий Дорогинь — село в Україні, у Народицькій селищній територіальній громаді Коростенського району Житомирської області. Населення становить 226 осіб.

## Історія
Вперше згадане у акті 1750 року.
У 1906 році село Христинівської волості Овруцького повіту Волинської губернії. Відстань від повітового міста 24 версти, від волості 6. Дворів 176, мешканців 1128.